# Никтурия
Никтурия — потребность просыпаться ночью для мочеиспускания один или более раз на регулярной основе. Никтурия является многофакторной и может сочетаться с другими симптомами нижних мочевыводящих путей. Наиболее частой причиной является повышенная выработка мочи в ночное время. Также может быть следствием как дисфункции нижних мочевыводящих путей, так и ночной полиурии, связанной с почками, сердечно-сосудистой системой или лёгкими.

## Причины
Никтурия является ранним признаком заболевания почек. Однократное явление может быть связано с употреблением большого количества жидкости в вечернее время. Также может наблюдаться у людей, страдающих сердечной или печёночной недостаточностью, сахарным диабетом и другими метаболическими нарушениями. Возможна связь с неврологической патологией (нейрогенный мочевой пузырь, ишиас-синдром, поражение спинного мозга при полиомиелите, головного при рассеянном склерозе), с инфектологией и токсикологией, что требует тщательно собранного анамнеза; у мужчин — с аденомой предстательной железы.

## Диагностика
Для диагностики применяют пробу Зимницкого: моча собирается на протяжении суток каждые 3 часа, затем в каждой порции определяется объём и удельный вес мочи. Ночной диурез в норме меньше дневного и более концентрирован. Могут проводиться и печёночно-почечные пробы и сердечные, для диф. диагностики недостаточности. Для исключения патологии нервной системы: консультация невролога, электромиография. Для исключения аденомы: осмотр андролога. При подозрении на отравление или инфекцию — консультация инфекциониста, невролога, бактериологические посевы мочи, пункция цбж, учет анамнеза.

## Лечение
Выявление и лечение основного заболевания, так как никтурия зачастую является симптомом серьёзного нарушения работы почек.